# Tebaldo Bigliardi
Tebaldo Bigliardi (Catanzaro, 5 febbraio 1963) è un ex calciatore italiano, di ruolo difensore.

## Carriera

### Giocatore

Bigliardi (a sinistra) al Napoli nel 1989, alle prese con lo juventino Buso.

Calabrese di nascita, ma di origini emiliane, crebbe nel settore giovanile del Palermo. Durante tale esperienza fu allenato da Zdeněk Zeman e divenne un pupillo del tecnico boemo.
Esordì in prima squadra nel campionato di Serie B 1981-1982. A fine campionato colleziona 7 presenze complessive. Nella stagione 1982/1983 si impone come titolare, giocando 30 partite tra campionato e Coppa Italia. Nel 1984 il Palermo retrocede, per la prima volta nel dopoguerra, in Serie C. Bigliardi contribuisce all’immediata promozione in Serie B con 29 presenze nel campionato di Serie C1 1984-1985. Nel 1986 fu coinvolto nello scandalo calcioscommesse rimediando una squalifica di un mese.
Fu scelto da Pierpaolo Marino per completare il reparto difensivo del Napoli di Diego Armando Maradona. Esordisce in Serie A il 12 ottobre 1986 a Genova, contro la Sampdoria (1-2 finale), subentrando al 88’ a Luigi Caffarelli. Chiude la stagione con 10 presenze (7 in Coppa Italia e 3 in Campionato). Contribuendo alla storica “doppietta”, vincendo lo scudetto e la Coppa Italia 1986-1987, giocando da titolare la finale di ritorno contro l’Atalanta. Il 16 settembre 1987 debutta in Coppa dei Campioni allo Stadio Santiago Bernabéu contro il Real Madrid (2-0). Il 17 maggio 1989 vince la Coppa UEFA 1988-1989, sostituendo Careca a venti minuti dalla fine contro lo Stoccarda. Nel 1989-1990 contribuisce, con 7 presenze, alla vittoria del secondo scudetto personale e del Napoli.
Nell’estate 1990, dopo 59 presenze con i partenopei, viene ceduto all’Atalanta. Nella stagione 1990-1991 colleziona 30 presenze in Serie A 1990-1991, 1 in Coppa Italia e 7 in Coppa UEFA 1990-1991. In quest’ultima competizione la Dea, (dopo aver eliminato Dinamo Zagabria, Fenerbahçe e Colonia) esce ai quarti di finale contro l’Inter. Nella stagione 1991-1992 realizza il suo primo goal in carriera: in Coppa Italia 1991-1992 contro la Juventus agli ottavi di finale (3-1 per i piemontesi).
Inizia la stagione 1993-1994 in A con l’Atalanta. Dopo aver collezionato 10 presenze da titolare nelle prime 10 giornate viene ceduto in prestito al Palermo nella sessione di novembre del calciomercato. Tornato a vestire la maglia rosanero, contribuisce alla salvezza dei siciliani nel campionato di Serie B 1993-1994 con 21 presenze e 1 goal (al Monza). Dopo aver disputato la stagione 1994-1995 in B con gli atalantini, chiude la carriera in Serie C1 1995-1996 con la maglia del Leffe.

### Dopo il ritiro
Dopo il ritiro ha gestito un agriturismo in provincia di Messina.

## Palmarès

### Competizioni nazionali
- Campionato italiano: 2

Napoli: 1986-1987, 1989-1990
- Coppa Italia: 1

Napoli: 1986-1987

### Competizioni internazionali
- Coppa UEFA: 1

Napoli: 1988-1989